# لوري أولين
لوري أولين (بالإنجليزية: Laurie Olin)‏ هو مهندس المناظر الطبيعية أمريكي، ولد في 1938 في مارشفيلد في الولايات المتحدة.